# Havárie plošiny Deepwater Horizon

Hasičské lodě se snaží uhasit požár na Deepwater Horizon 21. dubna 2010

Havárie ropné plošiny Deepwater Horizon byla havárie plovoucí vrtné plošiny Deepwater Horizon postavené v roce 2001 a provozované firmou BP. Dne 22. dubna 2010 se plošina potopila při vrtání v Mexickém zálivu v důsledku exploze, ke které došlo o dva dny dříve. Samotný vrt však zůstal otevřen a začalo z něj unikat velké množství ropy. Havárie způsobila největší zamoření pobřežních vod ropnou skvrnou v historii Spojených států.

## Konstrukce plošiny a historie
Plošinu vyrobila jihokorejská společnost Hyundai Heavy Industries v přístavu Ulsan. Její výroba začala v prosinci 1998 a dokončena byla v únoru 2001. Vlastnila ji firma Transocean a do září 2013 byla pronajata firmě BP. Registrována byla v Majuru na Marshallových ostrovech. Plošina prováděla vrty na různých místech Mexického zálivu v pobřežních vodách USA, byla schopná pracovat v hloubkách až 2 400 metrů. V září 2009 vyvrtala rekordní vrt hluboký přes 10 km (z toho 1 200 metrů pod vodou). Plošinu obsluhovalo 130 pracovníků.

## Pozadí události

### Podcenění rizik a prevence nehod
V únoru roku 2009 zaslala BP správě minerálních zdrojů (Minerals Management Service, MMS) 52stránkový plán posuzující environmentální rizika spojená s projektem Deepwater Horizon. V plánu bylo uvedeno, že „riziko vzniku ropné skvrny při provádění navržených činností je minimální“ a že riziko negativního dopadu na životní prostředí je minimální. Ministerstvo vnitra následně udělilo společnosti BP výjimku z povinnosti zaslat detailní studii environmentálního dopadu na základě toho, že riziko vzniku velké ropné skvrny je zanedbatelné. Zároveň nebyla společnost BP z důvodu snižování přísnosti předpisů povinna zaslat plán pro případ úniku ropného materiálu.
Ropná plošina byla vybavena uzávěry, které měly v případě mimořádné události uzavřít průtok ropného materiálu, ovšem tyto uzávěry nebylo možné ovládat vzdáleně ani nebyly vybaveny automatikou, která by je v případě nouze aktivovala automaticky. Podle několika pracovníků bylo všeobecně známé, že společnost propustí ty pracovníky, kteří by vznášeli bezpečnostní připomínky oddalující zahájení vrtných prací.
V březnu 2010 došlo na plošině k několika problémům včetně náhodných úniků plynu a alespoň třech případů úniku tekutiny z bezpečnostního uzávěru. Několik týdnů před nehodou společnost Transocean rozeslala dotazník, ve kterém pracovníci vyjádřili své obavy z chabého dodržování bezpečnostních předpisů a z toho, že zahájení vrtných činností za každou cenu má vyšší prioritu než údržba přístrojů. V dotazníku také pracovníci vznesli své obavy z pracovních postihů v případě, kdy by na chyby či jiné problémy upozornili.
K 20. dubnu 2010 celá operace měla zpoždění pět týdnů.

### Činnost těsně před výbuchem
V dubnu 2010 plošina pracovala na vrtu v hloubce asi 1650 metrů (5000 stop), 80 km jihovýchodně od pobřeží Louisiany. Cílem plošiny Deepwater Horizon bylo vrt prozkoumat, zajistit, a těžbu ropy následně přenechat jiné plošině. V závěrečné části práce na vrtu, kterou měla plošina odvést, probíhalo jeho utěsnění betonem tak, aby bylo možné bezpečně odplout. Toto těsnění mělo být následně otestováno, aby příliš velký tlak betonem nepronikl a ropa nezačala volně unikat.
Koncept dopisu společnosti BP uvádí, že betonové uzavření nebylo pravděpodobně provedeno správně. Společnost Halliburton uvedla, že betonování bylo dokončeno 20 hodin před výbuchem, ale nedošlo přitom ještě k vložení finální betonové zátky.

## Výbuch
Dne 20. dubna 2010 došlo z důvodu podcenění rizik při cementování vrtu a špatného vyhodnocení tlakové zkoušky u ústí vrtu k unikání ropného materiálu. Abnormálně vysoký tlak v potrubí plošiny způsobil únik ropného materiálu, který se následně přibližně v 9:56 hodin místního času vzňal. Požár se nepodařilo uhasit a 22. dubna 2010 se ropná plošina potopila.
Přeživší událost popsali jako náhlou explozi, kdy mezi spuštěním alarmu a samotným výbuchem uběhlo méně než pět minut.

## Oběti a záchranné práce

### Přeživší
Podle oficiálních údajů bylo v době výbuchu na místě 126 členů posádky. Z nich bylo 79 zaměstnaných společností Transocean a sedm z nich bylo zaměstnanci společnosti BP. Na palubě bylo také několik členů vyššího vedení společnosti BP, kteří kontrolovali plnění ročních cílů a plánovali údržbu.
Z plošiny bylo evakuováno celkem 115 lidí. Záchranné čluny odvezly celkem 94 pracovníků bez vážnějších zranění do nedaleké lodi Damon Bankston, čtyři lidé byli převezeni na jinou loď a 17 lidí bylo evakuováno helikoptérou do traumacenter v alabamském Mobilu a louisianském Marreru. Většina pracovníků byla zanedlouho propuštěna.

### Oběti
Podle prvotních informací chybělo přibližně 12 až 15 pracovníků, pozdější zprávy toto číslo upřesnily na 11 členů posádky. Pobřežní stráž Spojených států okamžitě spustila záchrannou akci, do které byly zapojeny dvě záchranné lodě pobřežní stráže, čtyři helikoptéry a jedno letadlo. Pobřežní stráž během tří dnů prohledala celkem pět tisíc kilometrů čtverečních moře a 23. dubna byly záchranné práce ukončeny s tím, že není naděje, aby byli ještě nalezeni přeživší. Podle oficiálních údajů se pohřešovaní pracovníci mohli nacházet velmi blízko místa výbuchu a nemuseli tak mít vůbec žádnou šanci z místa katastrofy uniknout.

## Následky havárie

### Vznik ropné skvrny

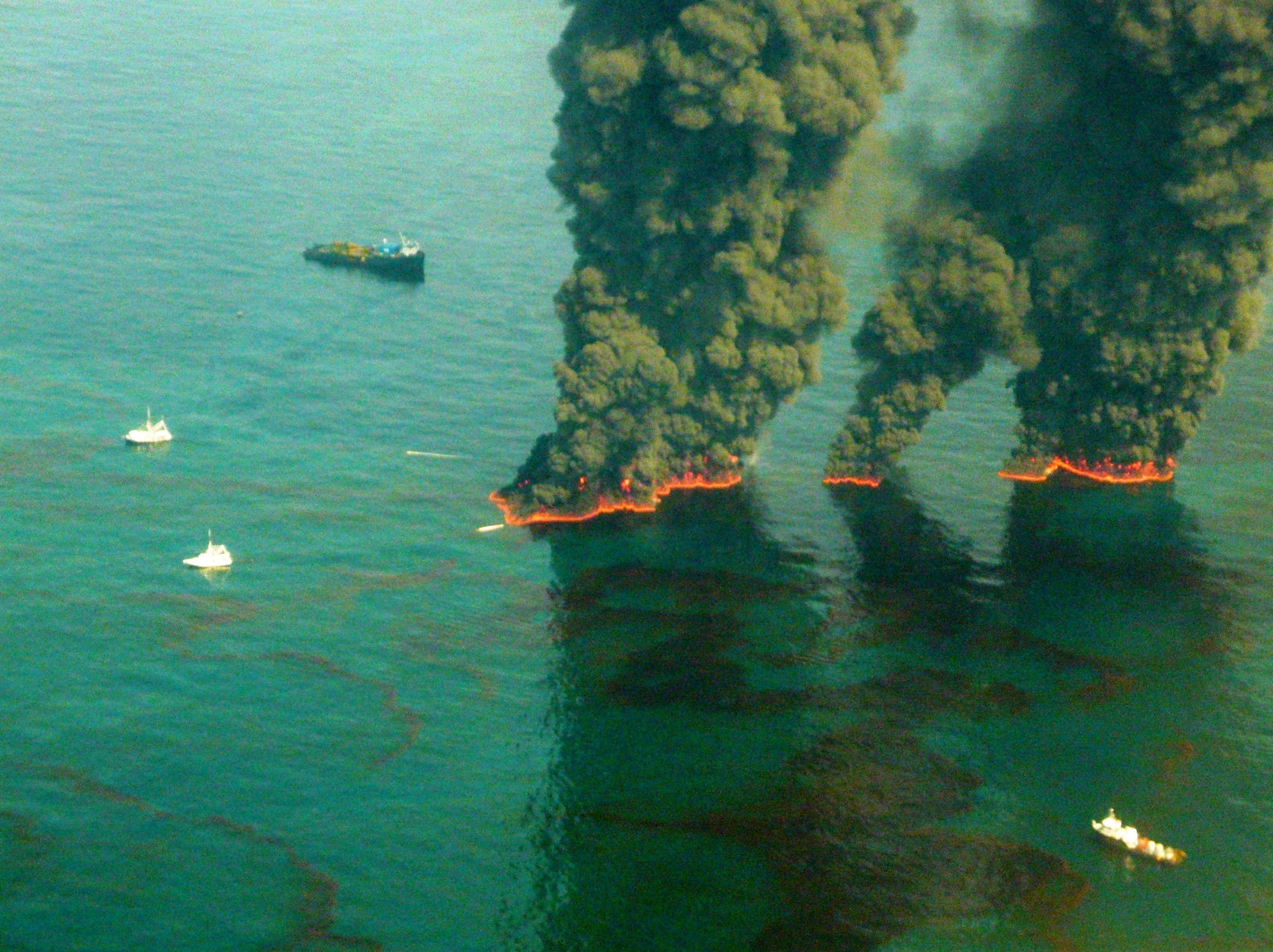
Mraky kouře stoupající ze záměrných kontrolovaných požárů ropné skvrny, které měly zabránit zamoření pobřeží

Uzávěr, který měl v případě mimořádné události vrt ihned uzavřít, selhal a ropa z vrtu začala vytékat přímo do moře. V důsledku toho se vytvořila ropná skvrna, která 25. dubna 2010 pokrývala již 1500 km². O pět dní později, 30. dubna 2010, pokrývala již téměř 10 000 km² a její okraj se blížil k pobřeží USA.
19. května ropa ze skvrny v Mexickém zálivu zasáhla pobřežní mokřady státu Louisiana, což byl zřejmě první kontakt ropné skvrny s americkým pobřežím. Louisianské mokřady jsou ekologicky citlivou oblastí, která patří mezi líhně mnoha mořských živočichů, například krevet, ústřic či krabů, a kde žije řada ohrožených ptáků, např. pelikán hnědý.
Americká vláda 27. května 2010 zveřejnila zprávu americké geologické služby, podle které z poškozeného vrtu uniká několikanásobně více ropy, než tvrdila ropná firma BP. Dva vědecké týmy s různou metodologií došly k závěru, že z vrtu vytéká 1,9 až 3 miliony litrů ropy denně. Firma přitom původně tvrdila, že uniká asi 800 tisíc litrů denně, ale později firma přiznala, že uniká 15 až 16 milionů litrů denně. Celkem tak podle expertů do Mexického zálivu uniklo 71 až 147 milionů litrů ropy, což je několikanásobně více, než při předchozím největším podobném neštěstí, havárii tankeru Exxon Valdez v roce 1989, kdy mělo dojít k úniku 41 milionů litrů ropy.
28. května 2010 oznámil velitel americké pobřežní stráže Thad Allen, že se u poškozeného vrtu podařilo zastavit unikání ropy díky ucpání vrtu speciálním bahnem.
30. května 2010 však společnost BP přiznala, že bahno nepomáhá a ropa dál uniká. Dalším pokusem mělo být nasazení speciálního ventilu na vrt.

V noci z 1. na 2. června ropná skvrna zasáhla ostrovy při pobřeží amerických států Alabama a Mississippi a přiblížila se na vzdálenost 15 kilometrů od pobřeží Floridy. Ropa zasáhla ostrov Dauphin Island, kde musely být vyklízeny ústřicové sádky a bylo zakázáno koupání.

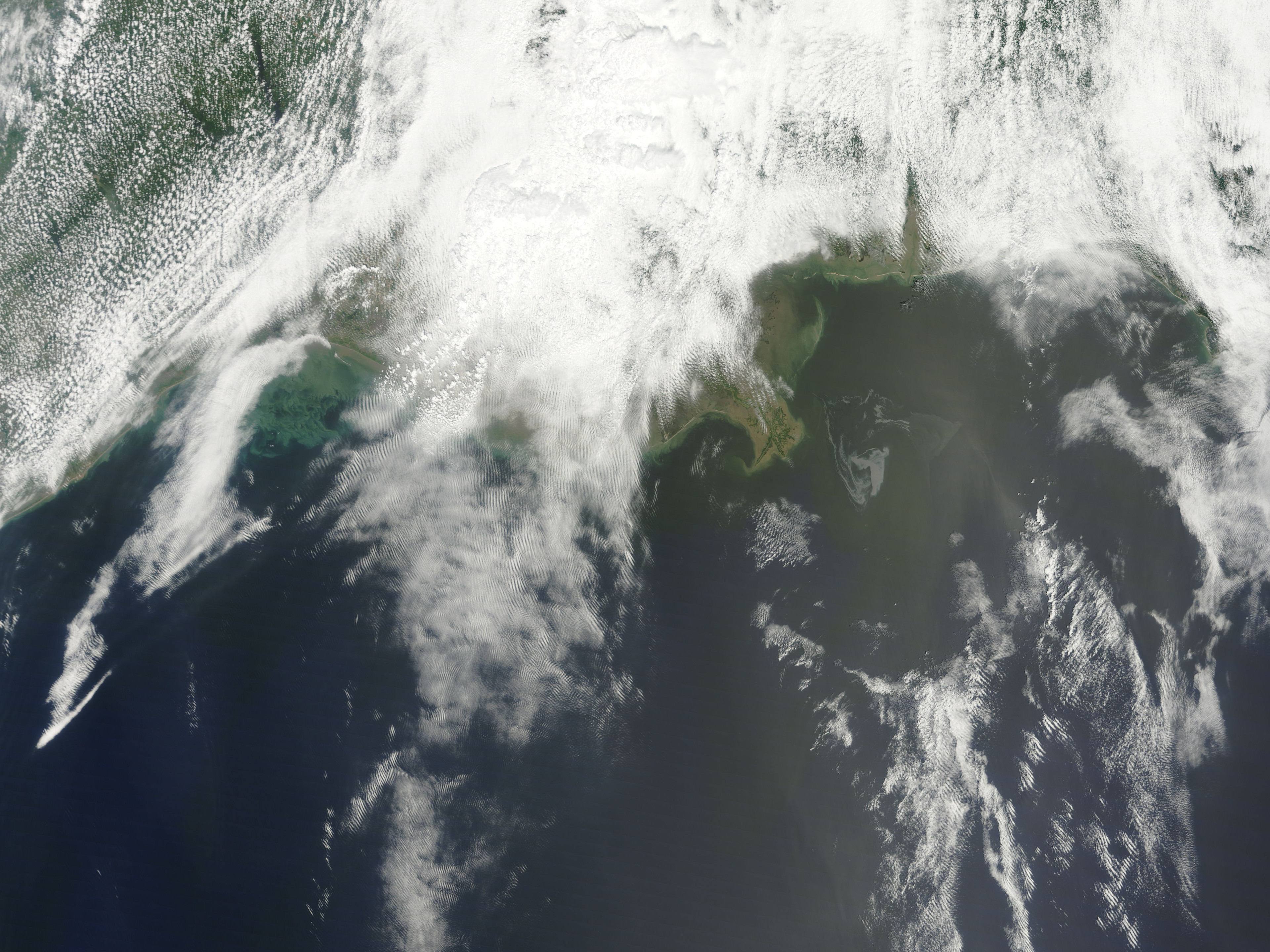
Ropná skvrna na satelitním snímku z 1. května

4. června společnost BP oznámila první částečný úspěch, a sice že se daří pomocí speciálního trychtýře usazeného ponorkami odčerpávat cca 1 tisíc barelů ropy denně z celkového unikajícího množství odhadovaného na 12–19 tis. barelů denně. Účinnost tohoto řešení se měla ukázat do 48 hodin.
Americký prezident Barack Obama 14. června před svou návštěvou státu Mississippi na pobřeží Mexického zálivu zasaženého katastrofálním únikem ropy prohlásil, že dopad havárie na myšlení Američanů bude podobný jako šok z teroristických útoků z 11. září 2001.
Únik ropy se podařilo zastavit 15. července 2010 nasazením 40tunového zařízení na ústí vrtu a uzavřením jeho ventilů. Definitivní řešení v podobě zabetonování havarovaného vrtu mělo následovat.

### Omezení přístupu novinářů
Američtí novináři si koncem května 2010 stěžovali, že jim úřady společně s firmou BP brání v přístupu do míst nejhůře postižených únikem ropy. Úřady obvinění popřely s tím, že pokud přístup omezily, tak z bezpečnostních důvodů. Časopis Newsweek ale uvedl, že je omezen přístup na pláže pokryté ropou a místa přípravy likvidace následků havárie. Povolení nebylo vydáno ani k přeletům nad zasaženými oblastmi. Televiznímu štábu CBS News úřady vyhrožovaly zatčením při snaze natočit záběry zasažených pláží.

### Vyčištění
Dne 15. dubna 2014 společnost BP prohlásila, že úklid podél pobřeží byl v podstatě dokončen, ale pobřežní hlídka Spojených států reagovala tvrzením, že stále zbývá mnoho práce. Cílem pracovníků provádějících čištění bylo pomocí fyzických překážek jako jsou plovoucí ramena zabránit dalšímu šíření oleje. K odstranění většiny oleje použili skimmerové lodě a pomocí sorbentů ve funkci houby absorbovali další zbytky oleje. Jelikož tato metoda neodstranila olej úplně, použily se chemikálie zvané dispergátory k urychlení degradace oleje, aby se zabránilo dalšímu poškození ropných stanovišť pod hladinou vody. Pro ropnou skvrnu Deep Horizon použily úklidové čety 1 400 000 galonů (5 300 000 litrů) různých chemických dispergačních činidel pro další odbourávání oleje.
Společností BP financovala pravidelné testování ryb, měkkýšů, vody a písku v Louisianě. Počáteční testování opakovaně prokázalo detekovatelné hladiny dioktylsulfosukcinátu sodného, chemické látky používané při čištění. Testování za rok 2019 již podle hlášení GulfSource.org pro testované znečišťující látky nepřineslo žádné výsledky.

### Ekonomické dopady havárie
Od počátku havárie do konce května vznikly firmě BP náklady v souvislosti s likvidací škod ve výši asi 990 milionů dolarů. Ve stejné době klesla cena akcií firmy BP zhruba o třetinu a celková hodnota firmy o 67 miliard dolarů. Firma BP uvedla 11. června, že náklady na vyčištění následků havárie patrně dosáhnou na 3 až 6 miliard dolarů.
Před půlkou června se akcie firmy BP propadly na nejnižší cenu za 14 let a ztratily více než polovinu své tržní hodnoty. Ačkoli mluvčí firmy uvedl, že BP platí každou sedmou libru, kterou dostávají penzijní fondy od 100 firem zařazených do indexu londýnské burzy FTSE, prohlášení britské asociace penzijních fondů tvrdí, že by situace neměla mít bezprostřední dopad ani na ty, kteří si u nich na důchod šetří, ani na ty, kteří důchod pobírají.
Mezinárodní ratingová agentura Fitch Ratings 15. června ropné firmě BP dramaticky snížila rating o celých šest stupňů z AA na BBB.
Carl-Henric Svanberg, předseda správní rady firmy BP, po setkání americkým prezidentem Barackem Obamou 16. června oznámil, že koncern zrušil po zbytek roku 2010 výplatu dividend, aby nejprve zaplatil škody způsobené havárií. BP také vyhověla výzvě prezidenta Obamy a přislíbila převedení 20 miliard dolarů na vázaný účet, ze kterého budou hrazeny náklady na čištění pobřeží i škody způsobené místním rybářům a dalším firmám. Suma má být převedena ve čtyřech splátkách, ale pokud by byly náklady vyšší, BP by musela zaplatit více.
14. května 2011 Obama změnil své původní rozhodnutí zákazu těžby v této oblasti a jak v Mexickém zálivu tak na pobřeží Aljašky povolil větší těžebné projekty.

## Film
Na téma havárie vrtné plošiny Deepwater Horizon byl natočen film režiséra Petera Berga Deepwater Horizon: Moře v plamenech.